# 五明宏人
五明 宏人（ごみょう ひろと、1995年11月15日 - ）は、日本の男性総合格闘家。神奈川県横浜市出身。JAPAN TOP TEAM所属。

## 来歴
5歳から父親の道場で20年間伝統派空手を習い、2019年の全日本空手道選手権大会で優勝。朝倉兄弟（朝倉未来、朝倉海）に憧れ、26歳でMMAに転向。
2021年、DEEPフューチャーキングトーナメントのライト級で優勝。
2022年5月にDEEPで総合格闘家としてプロデビューし佐藤勇駿に判定勝利。同年8月はデオ・レバナ、11月にTATSUMIに勝利し3連勝。
2023年2月11日に開催されたDEEP 112 IMPACTで行われたDEEP暫定フェザー級王座決定戦で神田コウヤと対戦し、判定0-5で敗北。
2024年3月9日に開催されたDEEP 118 IMPACTで木下カラテと対戦し、パンチを受けて後退したところに顔面への膝蹴りを受けて1RKO負け。
2024年12月31日にRIZINが開催した「RIZIN DECADE」で行われた、朝倉未来率いる「BreakingDown軍」と平本蓮率いる「BLACK ROSE軍」の対抗戦『雷神番外地』に「BreakingDown軍」の選手として出場。赤田プレイボイ功輝と対戦し、判定2-1で勝利。試合後に赤田は判定負けに納得がいかないとしてRIZINに抗議文を出すと話した。

## 戦績

### プロ総合格闘技
| 総合格闘技 戦績 | 総合格闘技 戦績 | 総合格闘技 戦績 | 総合格闘技 戦績 | 総合格闘技 戦績 | 総合格闘技 戦績 | 総合格闘技 戦績 |
| --------------- | --------------- | --------------- | --------------- | --------------- | --------------- | --------------- |
| 13 試合         | (T)KO           | 一本            | 判定            | その他          | 引き分け        | 無効試合        |
| 8 勝            | 3               | 0               | 5               | 0               | 0               | 0               |
| 5 敗            | 1               | 0               | 4               | 0               | 0               | 0               |

| 勝敗 | 対戦相手           | 試合結果                             | 大会名                                             | 開催年月日     |
|      | 関鉄矢             | 試合前                               | DEEP 127 IMPACT                                    | 2025年9月15日  |
| ×    | 高橋遼伍           | 5分3R終了 判定0-5                    | DEEP 125 IMPACT 【DEEPフェザー級グランプリ準決勝】 | 2025年5月5日   |
| ○    | 中村大介           | 5分3R終了 判定5-0                    | DEEP 124 IMPACT 【DEEPフェザー級グランプリ1回戦】  | 2025年3月15日  |
| ○    | 赤田プレイボイ功輝 | 5分3R終了 判定2-1                    | RIZIN DECADE                                       | 2024年12月31日 |
| ○    | ミヨン・ジェウク   | 5分3R終了 判定3-0                    | DEEP TOKYO IMPACT 2024 5th ROUND                   | 2024年11月23日 |
| ×    | 相本宗輝           | 5分2R終了 判定0-3                    | DEEP 121 IMPACT                                    | 2024年9月16日  |
| ○    | 瀧口脩生           | 5分3R終了 判定3-0                    | DEEP TOKYO IMPACT 2024 3rd ROUND                   | 2024年5月26日  |
| ×    | 木下カラテ         | 1R 2:35 KO（顔面への膝蹴り）         | DEEP 118 IMPACT                                    | 2024年3月9日   |
| ○    | 劉獅               | 1R 4:59 TKO（右フック→パウンド）     | DEEP TOKYO IMPACT 2023 5th ROUND                   | 2023年9月10日  |
| ×    | 海飛               | 5分2R終了 判定1-2                    | DEEP 114 IMPACT                                    | 2023年7月2日   |
| ×    | 神田コウヤ         | 5分3R終了 判定0-5                    | DEEP 112 IMPACT 【DEEPフェザー級暫定王座決定戦】   | 2023年2月11日  |
| ○    | TATSUMI            | 1R 1:55 TKO（パンチ連打）            | DEEP 110 IMPACT                                    | 2022年11月12日 |
| ○    | デオ・レバナ       | 1R 0:42 TKO（左ストレート→パウンド） | DEEP 109 IMPACT                                    | 2022年8月21日  |
| ○    | 佐藤勇駿           | 5分2R終了 判定3-0                    | DEEP TOKYO IMPACT 2022 4th ROUND                   | 2022年5月29日  |

## 獲得タイトル
- 全日本空手道選手権大会男子個人組手優勝（2019年）[1]
- DEEPフューチャーキングトーナメントライト級優勝（2021年）[1]